# Club Deportivo Lara
L'Asociación Civil Deportivo Lara, abrégé en Deportivo Lara, est un club de football vénézuélien basé à Cabudare et fondé en 2009.

## Palmarès
- Championnat du Venezuela
  - Champion : 2011-2012

## Personnalités

### Entraîneurs
- depuis 2011 : Eduardo Saragó